# Lomaspilis postalbata
Lomaspilis postalbata là một loài bướm đêm trong họ Geometridae.